# Nettlestead (Suffolk)
Nettlestead – wieś w Anglii, w hrabstwie Suffolk, w dystrykcie Mid Suffolk. Leży 9 km na północny zachód od miasta Ipswich i 105 km na północny wschód od Londynu. Miejscowość liczy 90 mieszkańców.